# Peth Umri
Peth Umri é uma cidade  no distrito de Nanded, no estado indiano de Maharashtra.

## Demografia
Segundo o censo de 2001, Peth Umri tinha uma população de 11,151 habitantes. Os indivíduos do sexo masculino constituem 52% da população e os do sexo feminino 48%. Peth Umri tem uma taxa de literacia de 66%, superior à média nacional de 59.5%: a literacia no sexo masculino é de 76% e no sexo feminino é de 55%. Em Peth Umri, 15% da população está abaixo dos 6 anos de idade.